# Геническ (станция)
Геническ (укр. Генічеськ) — конечная грузопассажирская железнодорожная станция Запорожской дирекции Приднепровской железной дороги на ответвлении магистральной линии Запорожье — Новоалексеевка. Станция расположена в одноименном городе Херсонской области, в 14 км от станции Новоалексеевка.

## История
Станция электрифицирована постоянным током (=3 кВ) в 1986 году в составе линии Новоалексеевка — Геническ. 
С 2015 года на станции проводилась реконструкция по увеличению её пропускной способности, так как на ближайшее время она является конечной станцией для поездов дальнего следования, курсирующих со стороны станции Новоалексеевка.
По состоянию на июнь 2016 года построены новые удобные парковочные места для автомобильного транспорта. На вокзале открыта новая сервисная зона, построена платформа № 3 и дополнительные пути для маневрирования железнодорожного транспорта.
Предусматривалось во время курортного сезона 2016 года увеличение количества до десяти пассажирских поездов.

## Пассажирское сообщение
С 16 июня по 18 сентября 2016 года курсировал УЖСК дневной региональный скоростной поезд EJ 675 «Интерсити+» № 729/730 сообщением Харьков — Геническ. С 15.06.2017 движение поезда возобновляется, возможно, с другим подвижным составом.
С 21 марта 2017 года до начала летнего сезона, в связи с уменьшением пассажиропотока, движение железнодорожного транспорта до станции Геническ  временно прекращено, поезда доезжают до станции Новоалексеевка. С середины июня 2017 движение возобновляется, по состоянию на 24.05.2017 открыта продажа билетов на поезда на даты от 11.06.2017—15.06.2017 в зависимости от направления
До станции Геническ в летний период курсируют пригородные электропоезда ЭР2Т, ЭПЛ2Т (изредка ЭР1) из Запорожья, Днепра и Кривого Рога.
На летний период также назначаются дополнительные пассажирские поезда дальнего сообщения:
| Пассажирские поезда дальнего сообщения | Пассажирские поезда дальнего сообщения |
| № поезда                               | Маршрут следования                     |
| 189/190                                | Днепр, Кривой Рог — Геническ           |
| 231/232                                | Ивано-Франковск — Геническ             |
| 259/260                                | Харьков — Геническ                     |
| 281/282                                | Киев — Геническ                        |
| -------------------------------------- | -------------------------------------- |